# Marc Wittfoth
Marc Wittfoth (* 10. April 1989 in Köln) ist ein ehemaliger deutscher Eishockeyspieler, der aus der Jugendabteilung der Kölner Haie stammt und den Großteil seiner Karriere für den EHC Freiburg in der DEL2 aktiv war.

## Karriere
Wittfoth wechselte 2007 im Alter von 18 Jahren aus der Jugend der Kölner Haie zu den Wölfen aus Freiburg, die damals in der drittklassigen Eishockey-Oberliga spielten, um dort seine ersten Schritte im Herrenbereich zu machen. Die Saison verlief für den Verein überaus erfolgreich mit dem Wiederaufstieg in die 2. Eishockey-Bundesliga, doch Wittfoth konnte sich in der folgenden Zweitligasaison im Kader nicht durchsetzen und verließ den Verein im Herbst 2008 und schloss sich den Eisbären Juniors Berlin an. Nach einer für ihn erfolgreichen Saison in Berlin erhielt er ein Angebot aus der 2. Eishockey-Bundesliga vom amtierenden Meister Bietigheim Steelers, denen er sich für die nächsten zwei Jahre anschloss. Über die Schwenninger Wild Wings und die Löwen Frankfurt fand Wittfoth 2014 wieder den Weg zurück nach Freiburg, wo er seine Profikarriere begonnen hatte. Seitdem hat sich Wittfoth zunächst in der Oberliga und darauf auch in der DEL2 zu einem absoluten Leistungsträger im Kader des EHC Freiburg entwickelt. Im Sommer 2023 beendete der 34-Jährige seine aktive Karriere.

## Erfolge und Auszeichnungen
- 2008 Aufstieg in die 2. Eishockey-Bundesliga mit dem EHC Freiburg
- 2014 Aufstieg in die DEL2 mit dem Löwen Frankfurt
- 2015 Aufstieg in die DEL2 mit dem EHC Freiburg

## Karrierestatistik
(Legende zur Spielerstatistik: Sp oder GP = absolvierte Spiele; T oder G = erzielte Tore; V oder A = erzielte Assists; Pkt oder Pts = erzielte Scorerpunkte; SM oder PIM = erhaltene Strafminuten; +/− = Plus/Minus-Bilanz; PP = erzielte Überzahltore; SH = erzielte Unterzahltore; GW = erzielte Siegtore; 1 Play-downs/Relegation; Kursiv: Statistik nicht vollständig)